# Alfred Chircop
Alfred Chircop (* 9. März 1933 in Żebbuġ; † 26. April 2015 in Msida) war ein maltesischer Maler. Er gilt als der bedeutendste Vertreter der abstrakten Malerei auf den maltesischen Inseln.

## Leben
Seine Kindheit verbrachte Alfred Chircop in seinem Geburtsort Żebbuġ. Schon früh zeigte sich, unterstützt durch seinen Onkel Paul, seine künstlerische Begabung, so besitzt der St Philip’s Band Club in Żebbuġ ein Porträt des Gouverneurs von Malta Lord Gort, das Chircop 1944 als Elfjähriger zeichnete. Während des Zweiten Weltkriegs zog die Familie nach Valletta, wo er bis 1960 seine Studien an der Malta Government School of Arts fortsetzte. Dann zog er nach Großbritannien und studierte von 1960 bis 1961 an der Bath Academy of Art in Corsham. Kurz darauf ging er nach Rom, um an der Accademia di Belle Arti Unterricht bei Franco Gentilini (1909–1981) zu nehmen. In Rom begann er auch, an Gruppenausstellungen teilzunehmen und hatte auch die Möglichkeit, zwei Einzelausstellungen zu organisieren. Er blieb dort bis 1964 und kehrte dann nach Malta zurück, wo er sich in Dingli niederließ und für das Bildungsministerium als Kunstlehrer arbeitete. Ebenfalls im Jahr 1964 heiratete er Margaret Luckcuck, die er während seines Studiums an der Bath Academy kennengelernt hatte. Schließlich wurde er Senior Lecturer an der Fakultät für Bildende Kunst der Universität Malta und blieb dies bis zu seinem Eintritt in den Ruhestand im Jahr 2001. Sein letztes Lebensjahrzehnt verbrachte er in Attard.

## Stil und Einflüsse
Während Chircop in seiner Jugend mit Porträts, Landschaftsmalerei und Stillleben dem traditionellen akademischen Stil folgte, wandte er sich später der abstrakten Malerei zu, weil sein religiöses Empfinden ihn erkennen ließ, dass die Unendlichkeit Gottes nicht in gegenständlicher Malerei auszudrücken wäre. Es wird berichtet, dass Chircop oft zum Klang von Musik malte, meistens klassischer Musik. Er stand zudem im Austausch mit dem etwa gleichaltrigen Komponisten Charles Camilleri, aus dessen Musik er die Inspiration für mehrere Gemälde erfuhr.

## Ausstellungen
- 2024: “…the struggle seems to be eternal…” Alfred Chircop | Paintings · Prints · Drawings. Spazzju Kreattiv, Valletta, 20. September 2024 bis 3. November 2024[4]

## Ehrungen und Auszeichnungen
- 1962: Medaglia di Bronze, Mostar Internazionale (Pittura Estemporanea) Sperlonga
- 1963: Silbermedaille, XIV Fiera d’Arte Rom
- 1990 Premio Città di Valletta
- 1998: National Order of Merit (Verdienstorden der Republik Malta) in Anerkennung seiner Verdienste um die maltesische Kunst
- 2005 Premju Gharfien Kulturali